# 釣魚大師
《釣魚大師》（又译作）是日本HUDSON公司於Wii遊戲機平台上發表的一款模擬釣魚遊戲。

## 操作方式
以右手的Wii Remote搭配B鍵作為拋竿的動作向前甩出，B鍵於不同高度放開可將浮標拋至不同的遠近距離。收線的動作以左手的Nunchuk晃動或是放向鍵向下皆可。
有別於一般的釣魚遊戲，《釣魚大師》更大幅縮短了等待魚上鉤的時間，也加入了許許多多幻想中的魚種，親切簡單的操作方式與介面，再加上體感操控的樂趣，使本作頗受好評。

## 遊戲內容
玩家以日本關東為出發點，開始累積經驗與參加釣魚大賽等方式拓展新的釣場，然後前進中部、近畿、中國、東北、四國、北海道、九州沖繩等地區，最後將進入謎之大陸，也將挑戰許多超高難度但又令玩家充滿驚奇的更種魚類。遊戲是以突破所有任務及搜集魚類圖鑑進度到達100％為目標。常見的魚類如烏魚、比目魚、翻車魚、鯉魚、旗魚等等都可在各海域或河流湖泊當中發現。而最後的謎之大陸將會有原產於亞馬遜河流域的最大體型淡水魚：象魚，幻想中的金屬魚、人面魚，以及大白鯊等等稀有又有趣的魚類。

## 外部連結
- （日語）めざせ!! 釣りマスター官方網頁 （页面存档备份，存于）